# Edifício do Banespa

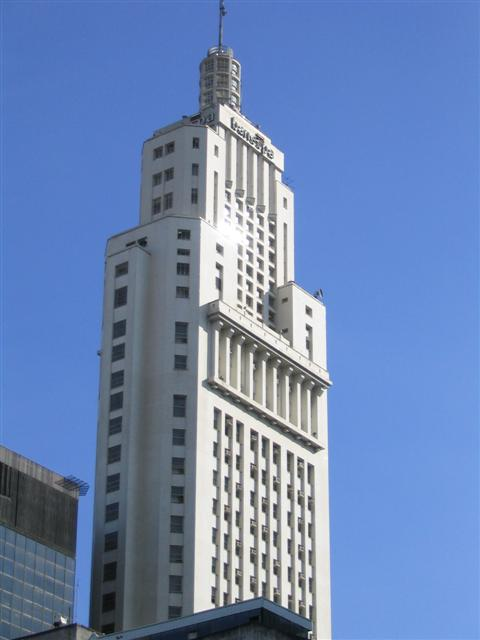

Das Edifício do Banespa (auch Edifício Altino Arantes genannt) ist ein von 1939 bis 1947 gebautes, 161 Meter hohes Hochhaus der Banco do Estado in São Paulo. Es verfügt über 35 Stockwerke und eine für das Publikum geöffnete Aussichtsplattform und ein Museum der Bank.